# NGC 1038
NGC 1038 è una galassia a spirale situata nella costellazione della Balena, a una distanza di circa 199 milioni di anni luce dalla nostra Via Lattea.

## Scoperta
La galassia è stata scoperta il 17 ottobre 1885 dall'astronomo statunitense Lewis Swift.

## Descrizione
NGC 1038 e IC 1827 si trovano nella stessa regione di cielo e secondo lo studio realizzato da Abraham Mahtessian, esse formano una coppia di galassie. È da notare tuttavia che la distanza di IC 1827 dalla nostra Via Lattea è di 275 milioni di anni luce, vale a dire circa 75 milioni di anni luce più lontana di NGC 1038. Questo porterebbe a ritenere che si tratti soltanto di una coppia ottica.